# آرام‌اس سلتیک (۱۹۰۱)
آرام‌اس سلتیک (۱۹۰۱) (به انگلیسی: RMS Celtic (1901)) یک کشتی بود که طول آن ۷۰۱ فوت (۲۱۴ متر) بود. این کشتی در سال ۱۹۰۱ ساخته شد.